# Władysław Sułowicz
Władysław Sułowicz (ur. 12 czerwca 1948 w Posadowej Mogilskiej)  – polski specjalista chorób wewnętrznych, prof. dr hab.

## Życiorys
W 1972 ukończył studia w zakresie medycyny w Akademii Medycznej im. Mikołaja Kopernika w Krakowie. W 1979 uzyskał doktorat, a w 1987 habilitację. 20 października 1994 otrzymał stopień naukowy profesora nauk medycznych. Jest profesorem zwyczajnym w Katedrze Nefrologii na Wydziale Lekarskim Collegium Medicum Uniwersytetu Jagiellońskiego oraz redaktorem naczelnym wydawanego przez Polskie Towarzystwo Nefrologiczne pisma Nefrologia i Dializoterapia Polska.
Jego prace naukowe ukazały się w wielu czasopismach takich jak: Peritoneal Dialysis International, Nephron, American Journal of Kidney Disease, Zentralblatt fur Bakteriologie ,American Journal of Nephrology i Journal of the American Society of Nephrology.
W 2000 został odznaczony Krzyżem Kawalerskim Orderu Odrodzenia Polski. W 2015 otrzymał honorowe obywatelstwo gminy Korzenna.